# 소용돌이

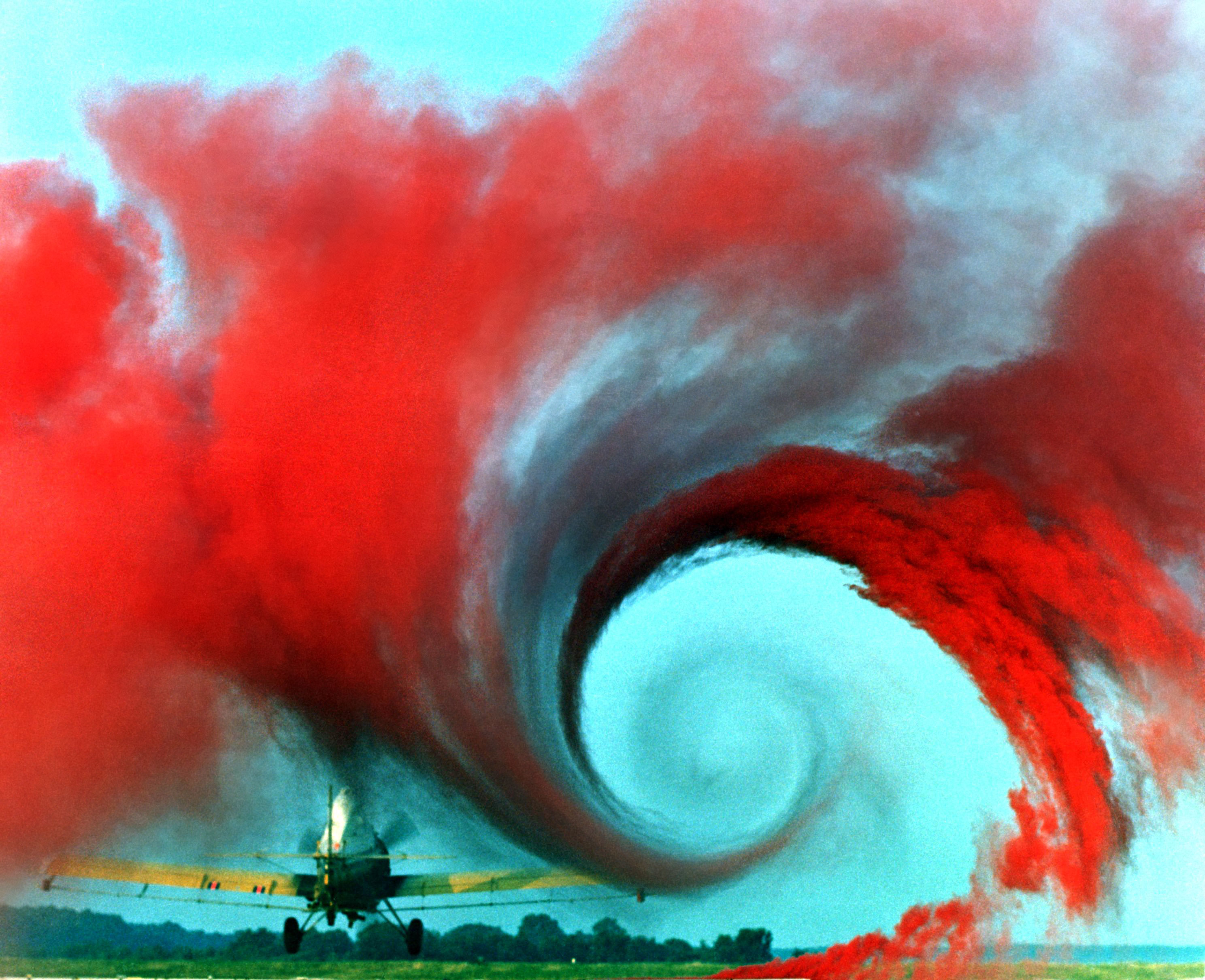
비행기 날개에 의해 생성된 소용돌이.

소용돌이 또는 볼텍스(영어: vortex)는 난류의 회전이다. 임의의 닫힌 유선의 나선형 움직임은 소용돌이 흐름이며 때때로 선와(旋渦)라고도 한다. 중심 주위로 물결치는 유체의 움직임이 소용돌이다. 유체의 속력과 회전속도는 중심에서 가장 크며 반경이 증가할수록 점차 감소한다.

## 특성
소용돌이는 아래의 특성을 보인다.
- 소용돌이의 유체 압력은 중앙에서 최저이다. 그리고 중심에서 멀어질수록 점진적으로 상승한다. 이것은 베르누이 원리와 일치한다. 공기 중의 소용돌이의 핵심은 핵심의 저압 내에 응축에 의해 유발된 수증기의 플룸 때문에 때때로 보일 수 있다.

- 모든 소용돌이의 핵심은 소용돌이 선을 포함한다고 고려될 수 있고 소용돌이의 모든 입자는 소용돌이 선주위를 회전한다고 고려될 수 있다. 소용돌이 선은 유체의 경계에서 시작하고 끝나지만 유체 내에서 시작하거나 끝나지는 않는다.
- 둘 또는 이상의 소용돌이들이 거의 평행하고 같은 방향으로 회전하면 빠르게 병합되어 하나의 소용돌이가 된다. 병합된 소용돌이의 순환은 구성 소용돌이의 순환의 합과 같을 것이다.
- 소용돌이는 유체의 원형 움직임 내에 많은 에너지를 포함한다. 이상적인 유체에서 이 에너지는 결코 소산될 수 없고 소용돌이는 영원히 지속적일 것이다. 그러나 실제의 유체는 점성을 보이며 이것이 소용돌이의 핵심에서 에너지를 매우 느리게 소산시킬 것이다.

## 종류
- 와류
- 난류
- 극소용돌이
- 용오름
- 착증 디스크
- 돌개바람
- 카르만 와류

## 같이 보기
- 영적볼텍스(spiritual vortex) - 미국 애리조나주 세도나에 있는 벨락과 호주 노던 준주에 있는 울루루가 대표적으로 유명

1. ↑  한국물리학회 물리학용어집 https://www.kps.or.kr/content/voca/search.php?page=2&et=en&find_kw=vortex
2. ↑  대한화학회 화학술어집 https://new.kcsnet.or.kr/?act=&vid=&mid=cheminfo&wordfield=eng&word=vortex